# Chuck Howley
Charles Louis Howley, detto Chuck (Wheeling, 28 giugno 1936), è un ex giocatore di football americano statunitense che ha giocato nel ruolo di linebacker nella National Football League (NFL). Fu scelto nel corso del primo giro (7º assoluto) del Draft NFL 1958 dai Chicago Bears. Al college giocò a football alla West Virginia University. Nel 2023 è stato introdotto nella Pro Football Hall of Fame.

## Carriera

### Chicago Bears
Howley fu scelto come settimo assoluto nel Draft 1958 dai Chicago Bears. Con essi passò due stagioni prima di ritirarsi a causa di quello che sembrò un infortunio al ginocchio troppo grave per proseguire la sua attività, subito durante il training camp del 1959 a Rensselaer, Indiana. Quando decise di fare ritorno nel 1961, i Bears lo scambiarono coi Dallas Cowboys per una scelta del secondo giro del Draft NFL 1963, insieme a una scelta del nono giro.

### Dallas Cowboys
Tom Landry, allenatore dei neonati Dallas Cowboys, scommise su Howley per perfezione la sua difesa nota come 'Doomsday Defense'. La scommessà pagò e Howley rimase un atleta fenomenale, anche dopo l'infortunio al ginocchio. La sua miglior dote era probabilmente la velocità. Landry una volta disse che avrebbe fatto giocare Howley come running back se non fosse stato indispensabile come linebacker.
Anche se partì come linebacker titolare nel lato forte nel 1961 e 1962, nel 1963 passò al lato debole, con Dave Edwards che fu spostato nel suo vecchio ruolo. La mossa si rivelò azzeccata e a fine per la prima volta Howley fu inserito da Sporting News nella formazione ideale della propria conference.
Howley disputò coi Cowboys 165 partite in tredici stagioni, giocando due finali del campionato NFL e aiutando i Cowboys a raggiungere due Super Bowl. Nel 1971 fu nominato MVP del Super Bowl V, dopo aver fatto registrare due intercetti e recuperato un fumble nella sconfitta dei Cowboys 16-13 contro i Baltimore Colts. Fu il primo difensore a ricevere tale onore e, a tutto'oggi, l'unico giocatore della squadra sconfitta a ricevere il premio, anche se Howley decise di non ritirarlo. La stagione successiva, Dallas fece ritorno al Super Bowl e ancora Howley disputò una grande prestazione, recuperando un fumble e ritornando un intercetto per 41 yard nella vittoria dei Cowboys 24-3 sui Miami Dolphins. Per questa prestazione venne ancora considerato un possibile MVP, ma questa volta fu il compagno Roger Staubach ad aggiudicarsi il premio. Si ritirò dopo la stagione 1973.

## Palmarès

### Franchigia
- Super Bowl : 1

Dallas Cowboys: VI
- National Football Conference Championship: 2

Dallas Cowboys: 1971, 1972

### Individuale
- MVP del Super Bowl: 1

1971
- Convocazioni al Pro Bowl: 6

1965, 1966, 1967, 1968, 1969, 1971
- First-team All-Pro: 5

1966, 1967, 1968, 1969, 1970
- Dallas Cowboys Ring of Honor
- Pro Football Hall of Fame (classe del 2023)